# 西岳町
西岳町（にしだけちょう）は宮崎県都城市にあった町。

## 地理
霧島山南麓に位置し、北部は高千穂峰の一部となっており、集落は山間に散在する。地名の由来は、島津荘の西の山岳地帯に立地することに因む。なお、島津荘から東の連山を東岳と呼ぶ。
- 河川：御池、小池、丸谷川、庄内川、大塚川、渡司川、馬渡川、金山川、千足川、湯穴、田野川、荒襲川、荒川内川
- 山：霧島連山、高千穂峰、鷹取山、陣ヶ岡、高東山、板川内山、

江戸時代は、西岳村、薩摩藩都城島津氏領。都城郷（外城）に属す。慶長20年の史料が当村名の初見と伝わる。寛文4年「日向国諸県郡村高辻之帳」や元禄11年「日向国覚書」、「天保郷帳」など幕府へ提出された郷帳類には当村名は見えないが、「薩藩政要録」や「島津家列朝制度」など薩摩藩の行政的な史料には当村名が見える。

## 歴史
- 明治4年（1871年） ― 廃藩置県後、鹿児島県、都城県を経て、1873年（明治6年）より宮崎県（第一次）、1876年（明治9年）より鹿児島県、1883年（明治16年）からは宮崎県（第二次）に所属。同年北諸県郡に属す。
- 1889年（明治22年） ― 庄内村の大字となる。
- 1891年（明治24年）7月4日 ― 大字西岳が庄内村より分離し、西岳村が発足[2]。大字は西岳のみ。分村の理由は、庄内村役場から遠く不便であったからという。
- 1956年（昭和31年）7月15日 ― 庄内町と合併し荘内町を新設し[2]、村制時の1大字は同町の大字に継承。
- 1965年（昭和40年） ― 都城市西岳町となる
- 1976年（昭和51年） ― 美川町・高野町・吉之元町・夏尾町・御池町に分割し消滅。以降、都城市荘内地区となる。

## 交通
- 国道223号
- 宮崎県道31号都城霧島公園線
- 宮崎県道45号御池都城線
- 宮崎県道105号馬渡大川原線
- 宮崎県道417号牛之脛山田線

## 施設
- 都城市立西岳小学校
- 都城市立夏尾小学校
- 都城市立吉之元小学校
- 都城市立西岳中学校
- 都城市立夏尾中学校
- 西岳郵便局
- 夏尾簡易郵便局
- 都城市警察署西岳駐在所

## 観光･スポット
- 御池神社
- 荒武神社
- 皇子港
- 青少年自然の家

## 地域

### 荘内（西岳）地区美川町
- 大倉田
- 小椎山
- 竹山
- 幣次
- 宮島
- 郷ヶ原
- 白谷
- 今ヶ倉
- 渡司
- 宮前
- 中村

### 荘内（西岳）地区高野町
- 高野
- 胡麻ヶ野
- 上大塚
- 下大塚
- 荒川内
- 板川内

### 荘内（西岳）地区吉之元町
- 東折田代
- 西折田代
- 折田代
- 東田野
- 西田野
- 荒襲
- 武床
- 猪子石

### 荘内（西岳）地区御池町
- 戸ノ口
- 有明
- 札立原
- 横尾
- 中山
- 望原
- 市の久保
- 折ヶ久保

### 荘内（西岳）地区夏尾町
- 夏尾
- 竹の元
- 山中
- 伊保尻
- 尾首山
- 馬渡
- 芹川内
- 東牛ノ脛
- 西牛ノ脛
- 上牛ノ脛
- 方添
- 宮前